# سبرينغ لاك هايهتس (نيوجيرسي)
سبرينغ لاك هايهتس (بالإنجليزية: Spring Lake Heights borough, New Jersey)‏ هي منطقة سكنية تقع بولاية نيوجيرسي في الولايات المتحدة. تبلغ مساحتها 3.43 كم2، وترتفع عن سطح البحر 7.010400000000001 م، بلغ عدد سكانها 4,713 نسمة في عام 2010 حسب إحصاء مكتب تعداد الولايات المتحدة وتصل الكثافة السكانية فيها 1,374.1 نسمة لكل كيلومتر مربع (3,558.9/ميل2).

## التركيبة السكانية
حدّد مكتب تعداد الولايات المتحدة بيانات التركيبة السكانية لسبرينغ لاك هايهتس في تعداد الولايات المتحدة. في ما يلي، التركيبة السكانية حسب تعدادي 2000 و2010.

### تعداد عام 2000
بلغ عدد سكان سبرينغ لاك هايهتس 5,227 نسمة بحسب تعداد عام 2000، وبلغ عدد الأسر 2,511 أسرة وعدد العائلات 1,359 عائلة مقيمة في المنطقة السكنية. في حين سجلت الكثافة السكانية 1,523.9 نسمة لكل كيلومتر مربع (3,946.9/ميل2). وبلغ عدد الوحدات السكنية 2,950 وحدة بمتوسط كثافة قدره 860.1 لكل كيلومتر مربع (2,227.6/ميل2).
وتوزع التركيب العرقي للمنطقة السكنية بنسبة 97.28% من البيض و1.11% من الأمريكيين الأفارقة و0.02% من الأمريكيين الأصليين و0.36% من الأمريكيين ذوي الأصول الآسيوية و0.02% من سكان جزر المحيط الهادئ و0.67% من الأعراق الأخرى و0.54% من عرقين مختلطين أو أكثر و2.12% من الهسبانيون أو اللاتينيون من أي عرق.
بلغ عدد الأسر 2,511 أسرة كانت نسبة 18.8% منها لديها أطفال تحت سن الثامنة عشر تعيش معهم، وبلغت نسبة الأزواج القاطنين مع بعضهم البعض 42.6% من أصل المجموع الكلي للأسر، ونسبة 9.2% من الأسر كان لديها معيلات من الإناث دون وجود شريك، بينما كانت نسبة 2.3% من الأسر لديها معيلون من الذكور دون وجود شريكة وكانت نسبة 45.9% من غير العائلات. تألفت نسبة 41.7% من أصل جميع الأسر من عدة أفراد يعيشون في نفس المنزل ونسبة 22.7% كانت تتألف من شخص يعيش بمفرده يبلغ من العمر 65 عاماً أو أكثر. وبلغ متوسط حجم الأسرة المعيشية 2.04، أما متوسط حجم العائلات فبلغ 2.82.
بلغ العمر الوسطي للسكان 48.3 عاماً. وكانت نسبة 16.7% من القاطنين تحت سن الثامنة عشر، وكانت نسبة 4.3% بين الثامنة عشر والرابعة والعشرين عاماً، ونسبة 23.6% كانت واقعةً في الفئة العمرية ما بين الخامسة والعشرين والرابعة والأربعين عاماً، ونسبة 25.2% كانت ما بين الخامسة والأربعين والرابعة والستين، ونسبة 28.2% كانت ضمن فئة الخامسة والستين عاماً فما فوق. يوجد لكل 100 أنثى 80.6 ذكر، ويوجد لكل 100 أنثى في الثامنة عشر من عمرها فما فوق 75.7 ذكر.
بلغ متوسط دخل الأسرة في المنطقة السكنية 51,330 دولارًا، أما متوسط دخل العائلة فبلغ 64,345 دولارًا. وكان متوسط دخل الذكور 48,640 دولارًا مقابل 40,363 دولارًا للإناث. وسجل دخل الفرد الخاص بالمنطقة السكنية 35,093 دولارًا. وكانت نسبة 4.2% من العائلات ونسبة 7.5% من السكان تحت خط الفقر، وكان من هؤلاء نسبة 12.8% تحت سن الثامنة عشر ونسبة 7.1% في الخامسة والستين من العمر وما فوق.

### تعداد عام 2010
بلغ عدد سكان سبرينغ لاك هايهتس 4,713 نسمة بحسب تعداد عام 2010، وبلغ عدد الأسر 2,316 أسرة وعدد العائلات 1,202 عائلة مقيمة في المنطقة السكنية. في حين سجلت الكثافة السكانية 1,374.1 نسمة لكل كيلومتر مربع (3,558.9/ميل2). وبلغ عدد الوحدات السكنية 2,972 وحدة بمتوسط كثافة قدره 866.5 لكل كيلومتر مربع (2,244.2/ميل2).
وتوزع التركيب العرقي للمنطقة السكنية بنسبة 96.61% من البيض و0.64% من الأمريكيين الأفارقة و0.15% من الأمريكيين الأصليين و1.08% من الأمريكيين ذوي الأصول الآسيوية و0.02% من سكان جزر المحيط الهادئ و0.47% من الأعراق الأخرى و1.04% من عرقين مختلطين أو أكثر و3.29% من الهسبانيون أو اللاتينيون من أي عرق.
بلغ عدد الأسر 2,316 أسرة كانت نسبة 18.4% منها لديها أطفال تحت سن الثامنة عشر تعيش معهم، وبلغت نسبة الأزواج القاطنين مع بعضهم البعض 40.3% من أصل المجموع الكلي للأسر، ونسبة 9.5% من الأسر كان لديها معيلات من الإناث دون وجود شريك، بينما كانت نسبة 2.1% من الأسر لديها معيلون من الذكور دون وجود شريكة وكانت نسبة 48.1% من غير العائلات. تألفت نسبة 41.7% من أصل جميع الأسر من عدة أفراد يعيشون في نفس المنزل ونسبة 21.4% كانت تتألف من شخص يعيش بمفرده يبلغ من العمر 65 عاماً أو أكثر. وبلغ متوسط حجم الأسرة المعيشية 2.03، أما متوسط حجم العائلات فبلغ 2.82.
بلغ العمر الوسطي للسكان 49.6 عاماً. وكانت نسبة 16.5% من القاطنين تحت سن الثامنة عشر، وكانت نسبة 5.4% بين الثامنة عشر والرابعة والعشرين عاماً، ونسبة 20.2% كانت واقعةً في الفئة العمرية ما بين الخامسة والعشرين والرابعة والأربعين عاماً، ونسبة 32% كانت ما بين الخامسة والأربعين والرابعة والستين، ونسبة 25.8% كانت ضمن فئة الخامسة والستين عاماً فما فوق. وتوزع التركيب الجنسي للسكان بنسبة 45.6% ذكور و54.4% إناث.

## وصلات خارجية
- الموقع الرسمي